# Campanula pindicola
Campanula pindicola är en klockväxtart som beskrevs av Aldén. Campanula pindicola ingår i släktet blåklockor, och familjen klockväxter.
Artens utbredningsområde är Grekland. Inga underarter finns listade i Catalogue of Life.